# Прогрессо Лагуна
Прогрессо Лагуна (англ. Progresso Lagoon) — природне, тропічне та стічне озеро в окрузі Коросаль, що в Белізі. Довжина до 3 км, а ширина до 1 км, і розкинуло свої плеса на висоті до 10 метрів. Знаходиться майже на узбережжі Карибського моря, зокрема неподалік його затоки-бухти Четумаль, куди впадає Сан-Хуан Канал (San Juan Canal), який витікає саме з озера.
Саме озеро живиться струмками довкола нього та водами річки Фрешвотер(Freshwater Creek). Довкола озера лісові зарослі тропічного лісу та сільськогосподарські угіддя. Найближчі поселення: Прогрессо (Progresso) та Літтл Беліз (Little Belize) — що розкинулися довкола його берегів.